# Julius Rudolph Theodor Vogel

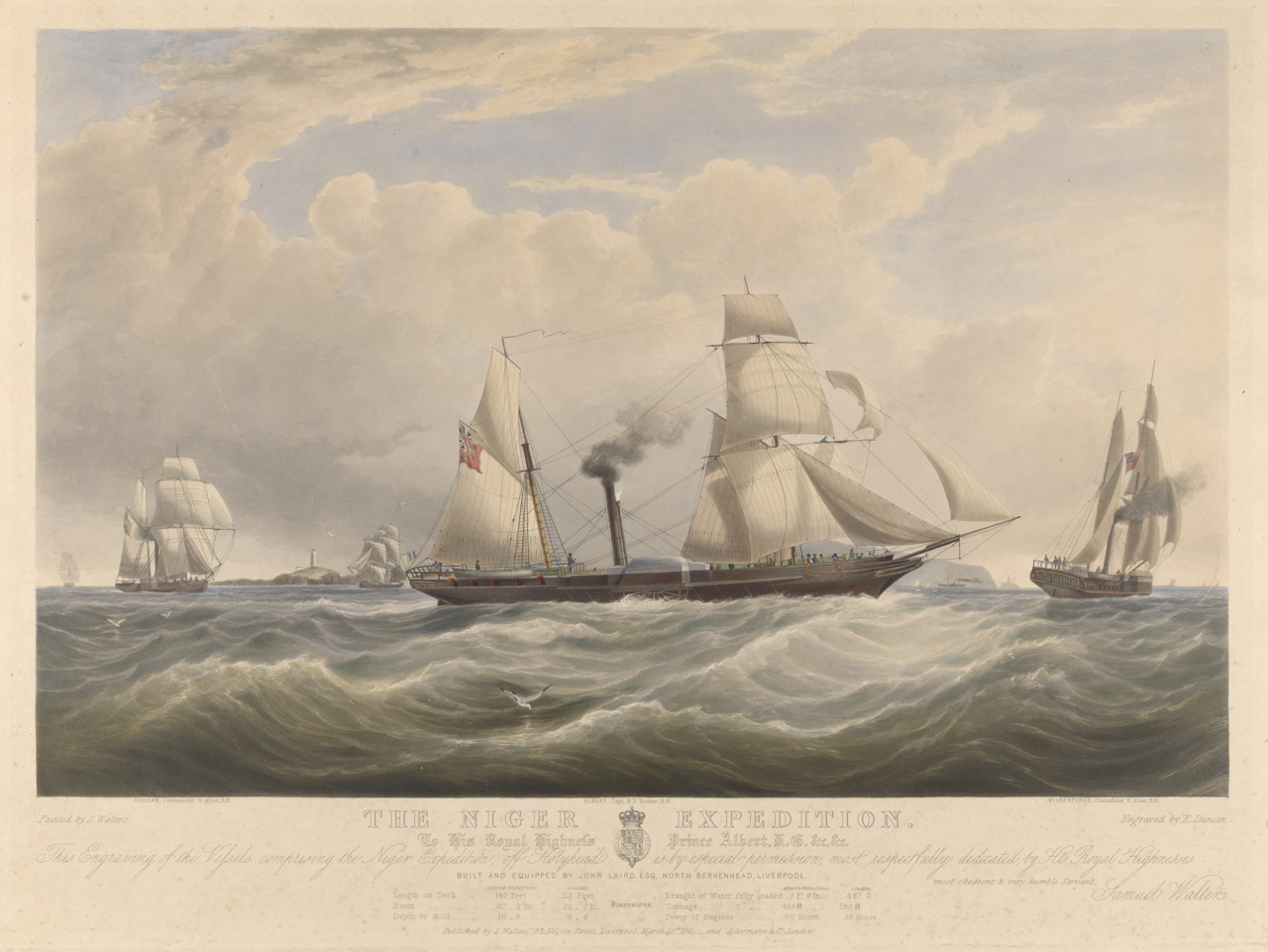
Os navios da Expedição Níger de 1841 passando frente a Holyhead.

Julius Rudolph Theodor Vogel (Berlim, 30 de julho de 1812 — Bioko, 17 de dezembro de 1841) foi botânico e explorador que se destacou como coletor de espécimes botânicos na ilha da Madeira e na costa ocidental de África.

## Biografia
Nasceu em Berlim, onde estudou no Friedrich-Wilhelms-Gymnasium. Desde criança, mostrava um profundo interesse pela natureza, pela exploração geográfica e pela história. Ainda estudante liceal já fazia excursões de um ou vários dias, recolhendo e herborizando espécimes vegetais. Sob a orientação de Johann Friedrich Ruthe, professor da Berliner Gewerbeschule (uma escola de formação profissional de Berlim), adquiriu os seus primeiros conhecimentos de botânica.
No semestre de verão de 1832 ingressou na Universidade de Berlim (então designada por Friedrich-Wilhelms-Universität zu Berlin) para estudar Filosofia e História Natural. Em 5 de agosto de 1837, doutorou-se na Universidade de Berlim com uma dissertação sobre o género Cassia, do qual produziu uma sinopse.
Após o doutoramente, em 1838 foi privatdozent (tutor) em Berlim. Nesse mesmo ano de 1838 foi eleito membro da Academia Alemã de Ciências Leopoldina (Deutsche Akademie der Naturforscher Leopoldina).
A partir de inícios de 1839, começou a trabalhar na Universidade de Bona, onde assumiu funções docentes após a morte de Theodor Friedrich Ludwig Nees von Esenbeck e praticamente o substitui na sua idade precoce. Trabalhou particularmente com plantas brasileiras e colaborou com Matthias Jakob Schleiden, desenvolvendo uma paixão pelas leguminosas. Em 1840, trabalhou nas colecções de Franz Meyen que acabara de falecer. Foi nomeado co-diretor do Jardim Botânico de Bona (Botanischer Garten Bonn).
Com uma licença de dois anos de Bona, no final de 1840 viajou para Inglaterra para se encontrar com a Sociedade da Civilização Africana (a African Civilization Society de New York), que estava a planear uma expedição ao Níger em 1841. A expedição pretendia reconhecer a bacia hidrográfica do rio Níger com objetivo oficial de missionação cristã e de luta contra o tráfico de escravos. 
Durante os quatro meses de espera pelo início da expedição, viveu em Inglaterra e publicou sobre a flora da África Ocidental. No final de janeiro de 1841, juntou-se à expedição chefiada por Henry Dundas Trotter, a bordo do vapor Wilberforce, um dos três navios que a integravam. O horticultor inglês John Ansell, que deu o nome ao género de orquídeas Ansellia, também participou na expedição, sendo seu companheiro no navio.
Escreveu cartas da Serra Leoa e de Acra e deixou um diário da expedição. A 9 de agosto, a frota desembarcou no estuário do rio Nun, nas bocas do Níger. Por volta de setembro de 1841, já no Níger, os membros da expedição começam a adoecer com febres, malária e disenteria, incluindo Vogel. E a 22 de outubro Vogel já se encontrava em estado grave. Sofrendo de febre, escreveu pela última vez a 22 de novembro. A expedição recuou para a ilha de Fernando Pó (atualmente Bioko), supostamente mais saudável, no Golfo da Guiné. Vogel morreu naquela ilha, vítima de disenteria, a 17 de dezembro de 1841, com 29 anos de idade. Foi enterrado na ilha.
Na sua viagem ao Níger, fez coleções na ilha de São Vicente (Cabo Verde), em Freetown, no Cabo Mesurado e noutros locais, mas teve grande dificuldade em secar a sua coleção naquelas regiões. Recolheu também material etnográfico. Na ilha da Madeira fizera um herbário com a ajuda de Richard Thomas Lowe. Os seus espécimes encontram-se atualmente em Kew Gardens. As suas colecções sobreviventes foram posteriormente utilizadas por William Jackson Hooker para a sua Flora Nigritiana.
Em sua honra, o botânico Nathaniel Lord Britton atribuiu o nome genérico Vogelocassia a um género da família Caesalpiniaceae. Quando ao género Vogelia, da família Plumbaginaceae, criado por Jean-Baptiste Lamarck, poderá homenagear Benedict Christian Vogel (1745–1825) ou Rudolph Augustin Vogel (1724–1774), pois Lamarck faleceu quando Vogel ainda era muito jovem.

## Obras
Entre outras, Theodor Vogel é autor das seguintes obras:
- Synopsis generis Cassiae. Berlin 1837. edição digital
- «De Swartzeis observationes?», Linnea 11, 1837
- «Dalbergiearum Genera Brasiliensia», Linnea 11, 1837
- «De Caesalpineis Brazilia», Linnea 11, 1837
- «Synopsis generis Cassiae pars altera», Linnea 11, 1837